# Бланкенхайм
Бланкенхайм (на немски: Blankenheim) е община в Северен Рейн-Вестфалия, Германия с 8471 жители (към 31 декември 2015).
Намира се до извора на река Ар и е признат курорт.